# Anoka Primrose Abeyrathne
Anoka Primrose Pelpola Abeyrathne (en cingalés: අෙනෝකා අබේරත්න) (1991) también conocida como Anoka Abeyratne, es una conservacionista de Sri Lanka, emprendedora social y activista en cuestiones de desarrollo sostenible que fue la representante de Asia y el Pacífico en UNHabitat YAB. Es la directora medioambiental electa de la Royal Commonwealth Society. En 2019, Abeyrathne apareció en una lista de "Mujeres icónicas de Sri Lanka que han dado forma a la historia".

## Biografía
Abeyrathne completó su educación primaria y secundaria en Bishop's College con estudios intermitentes en Japón, Estados Unidos y Alemania. Se graduó con una maestría de la Judge Business School de la Universidad de Cambridge.

## Activismo y trabajo
Cuando el tsunami de 2004 azotó a Sri Lanka, Abeyrathne comenzó a trabajar como voluntaria para mejorar el medio ambiente local mediante la plantación de manglares. Más tarde, cofundó la organización Sustain Solutions para ejecutar el proyecto Growin’ Money Mangrove. Growin’ Money brindó a las familias la oportunidad de obtener ingresos a través de la artesanía, la agricultura orgánica y el ecoturismo, además de ofrecerles acceso a educación y formación profesional. La organización ha replantado más de 60.000 manglares en más de 5 países y ha capacitado a más de 50000 mujeres y jóvenes durante 10 años.
Anoka inició la petición más firmada de Sri Lanka para revivir y defender el estancado Proyecto de Ley de Bienestar Animal con más de 126.000 firmas de ciudadanos y organizaciones preocupadas por el bienestar animal en Sri Lanka. Esto inspiró una tendencia a crear peticiones por causas sociales en el país.
Al ser acosada sexualmente en las calles de Colombo, Abeyrathne creó un video del incidente que provocó indignación en todo el país con respecto al perpetrador, lo que resultó en que el perpetrador fuera encarcelado por el crimen. Las acciones de Abeyrathne provocaron un movimiento en todo el país para crear videos de acosadores sexuales, proporcionando un acceso más fácil a la justicia para muchas mujeres y niñas.
Abeyrathne tiene experiencia en los sectores empresarial, civil y gubernamental, habiendo trabajado como Subdirectora del Gobierno de Sri Lanka.

## Premios y reconocimientos
Abeyrathne fue elegida para liderar el Grupo de Trabajo Ambiental de la Royal Commonwealth Society, la primera esrilanquesa en hacerlo. En 2020, pronunció el discurso de apertura para conmemorar el Día Internacional de la Mujer 2020 y tocó la campana de apertura de la Bolsa de Valores de Colombo. Apareció en la lista inaugural de 35 menores de 35 de la revista Cosmopolitan de Sri Lanka y es la primera mujer Campeona del Foro Económico Mundial en Sri Lanka. En 2019, Abeyrathne apareció en una lista de "Mujeres icónicas de Sri Lanka que han dado forma a la historia". Recibió el premio Commonwealth Youth Award en marzo de 2013. Abeyrathne también apareció en la lista Forbes 30 under 30 y fue una de las 12 personas que formaron el Consejo de Desarrollo Sostenible de las Naciones Unidas y del Foro Económico Mundialtrabajando para la integración de la sostenibilidad, y es la primera mujer New Champion del Foro Económico Mundial en Sri Lanka. Abeyratne pronunció el discurso de apertura en el Foro de Líderes Juveniles, en la Reunión de Ministros de la Juventud de la Commonwealth Asia. Fue elegida para la región de Asia y el Pacífico para la Junta Asesora Global de Jóvenes de ONU Habitat.
Siendo la panelista más joven en el primer Foro de Innovación Social de Sri Lanka y la Reunión Ministerial de Asuntos de la Mujer de la Commonwealth, pronunció un discurso de apertura en el Foro de Líderes Juveniles, Reunión de Ministros de la Juventud de la Región de Asia de la Commonwealth 2015. Abeyrathne continúa participando en la gestión de desastres y el análisis de la sostenibilidad bajo los auspicios del Instituto de Estudios de Seguridad Nacional de Sri Lanka - Ministerio de Defensa (Sri Lanka). Abeyrathne recibió un premio Mundial de la Juventud en 2017 por su contribución a la juventud y la sostenibilidad y fue Campeona Internacional del Clima del British Council.